# Manuel Caetano de Sousa (Architekt)

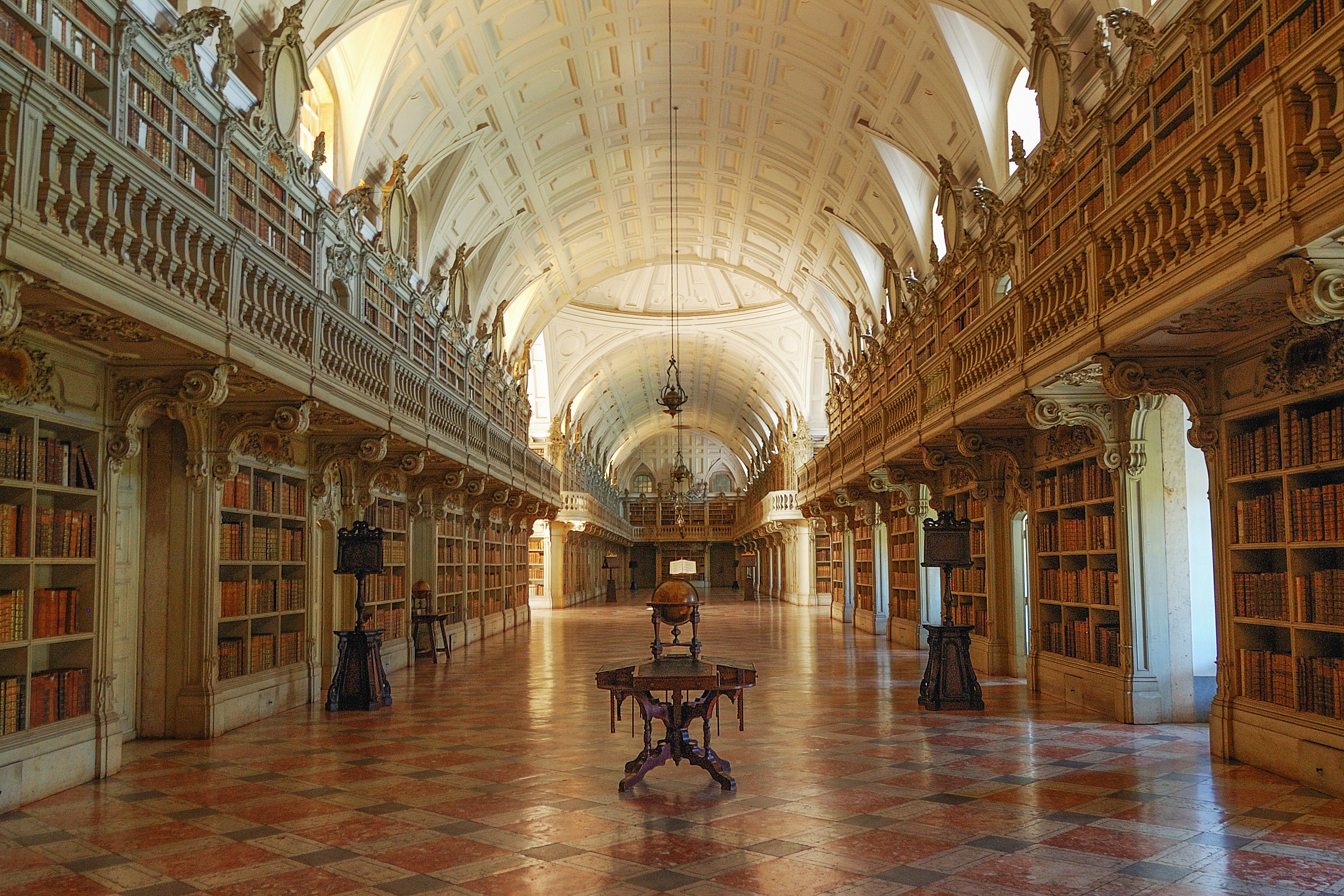
Die Bibliothek des Palácio Nacional de Mafra von Manuel Caetano de Sousa

Manuel Caetano de Sousa (* 25. Januar 1742 in Mafra; † Mai 1802 in Lissabon) war ein portugiesischer Architekt des Barocks.

## Werdegang
Er war Sohn und Schüler des Baumeisters Caetano Tomás de Sousa. Nach dem Tod von Mateus Vicente de Oliveira wurde er zum Hofarchitekten und Leiter der Casa do Infantado ernannt.
Sousa zeichnete nach dem Erdbeben von Lissabon 1755 für den Neu- und Wiederaufbau zahlreicher Paläste und Kirchen verantwortlich, darunter der Palácio Nacional da Ajuda, der Palácio dos Duques de Palmela, die Igreja da Encarnação, die Igreja de São Domingos und die königliche Kapelle im Palácio da Bemposta. 1771 schuf er die Bibliothek im Palácio Nacional de Mafra.